# I signori dei mostri
I signori dei mostri (ぬらりひょんの孫?, Nurarihyon no mago, lett. "Il nipote del Nurarihyon") è un manga scritto e disegnato da Hiroshi Shiibashi. In Giappone la serie è stata pubblicata da marzo 2008 sulla rivista Weekly Shōnen Jump ed è terminata il 25 giugno 2012 (con tre ulteriori capitoli conclusivi che sono stati pubblicati sul numero estivo, autunnale e invernale di Jump Next!, usciti ad agosto, ottobre e dicembre 2012), ed è composta in totale di 210 capitoli, raccolti in 25 tankōbon. Nel dicembre 2009 è stato pubblicato un drama CD, successivamente sono state prodotte due serie animate, con una prima stagione di 26 episodi in onda in Giappone tra il 3 luglio 2010 e il 27 dicembre 2010 e una seconda stagione intitolata  Nurarihyon no Mago: sennen makyou sempre di 26 episodi in onda tra il 3 luglio 2011 e il 25 dicembre 2011.
Il manga è stato pubblicato in Italia dalla Planet Manga, a partire dal 22 aprile 2010 a cadenza bimestrale e si è concluso a maggio del 2014. Anime inedito
I personaggi, i mostri e la maggior parte delle creature presenti in questo manga, sono strettamente collegati alla mitologia giapponese e alle leggende che li hanno resi noti nella storia nipponica.

## Trama
Nurarihyon, un ambizioso e potente yōkai, sogna di diventare il "Signore dei Mostri". Capo di un gruppo già esteso di demoni, il clan Nura, si innamora, in un periodo segnato dalla grande rivalità tra yokai e i neonati esorcisti Onmyoji, di Yohime, una ragazza appartenente al clan più forte di esorcisti giapponesi, la casa Keikan. Dopo il timore iniziale della ragazza nei confronti del possente demone, i due cominciano a frequentarsi, finché lo stesso Nurarihyon le chiederà di sposarlo e le dà un giorno per decidere. In questo lasso di tempo, Yohime viene tuttavia rapita dai servi di Hagoromo Kitsune, il demone più forte di tutti, e portata al castello di Osaka, dove Kitsune si è impossessata del corpo della padrona del castello e spera di assorbire dalla ragazza l'energia sufficiente per tornare ad avere il potere di una volta, perso dopo la sua grande battaglia contro esorcisti e divinità. Conscio di ciò e per amore della ragazza, Nurarihyon si catapulta al castello di Osaka assieme ai suoi servitori più fedeli e inizia una battaglia con Kitsune, assistito dal capo degli esorcisti Keikan, Hidemoto. Il corpo umano di Kitsune viene eliminato, mentre il suo spirito se ne fugge prima che possa essere sigillato, promettendo di ritornare, molto più potente, per eliminare tutti i suoi opponenti. Dopo l'acerrimo scontro inizia un periodo di pace apparente tra demoni ed esorcisti e Nurarihyon sposa Yohime, avendo un figlio da lei, Rihan, che a sua volta diventerà signore dei mostri e avrà un figlio, Rikuo Nura, protagonista della storia.
Rikuo Nura, nipote di Nurarihyon e Yohime, è un ragazzo di 13 anni, demone non purosangue. Egli infatti ha una componente demoniaca, così come ha una componente umana. Le due parti molte volte entrano in contrasto e, soprattutto all'inizio della storia, Rikuo non riesce bene a controllarle. Suo nonno, nonostante tutto, decide di farlo diventare il terzo "signore dei mostri". Se da più piccolo Rikuo era entusiasta all'idea di diventarlo, dopo aver assistito al rapimento dei suoi amici da parte di alcuni yokai, inizia a disprezzare tale carica.
Con l'evolversi degli eventi, Nurarihyon sarà costretto ad allontanarsi molte volte dal clan Nura e ad abbandonare la carica di "signore dei mostri", lasciando il comando del clan a Rikuo, che si dimostra, seppure molto restio a utilizzare la violenza, in grado di affrontare situazioni molto difficili e innumerevoli avversari, come il demone topo Kyuso, incendiato dalla forma mostruosa del protagonista, gli 88 yokai di Shikoku, uccisi dal loro comandante, il quale verrà sconfitto a sua volta dalla forma demoniaca di Rikuo, i demoni di Kyoto, capitanati da Kitsune, gli yokai del clan delle Cento Storie, tornati dopo quattrocento anni, e il terribile figlio di Kitsune, il Nue.

## Personaggi
Nura Rikuo (奴良 リクオ?)
Protagonista indiscusso della storia, Rikuo è figlio di Nura Rihan e Wakana, e nipote di Yohime Keikan e Nurarihyon, dal quale ha ereditato 1/4 di sangue demoniaco. In forma umana, appare come un ragazzo molto pacato e gentile (atteggiamento indegno per un demone), ma allo stesso tempo determinato ed acuto. Non gli piace la violenza e cerca di evitarla in ogni modo, anche da demone. È molto legato a Kana Ienaga, sua amica di infanzia, e ha uno strettissimo rapporto con tutti i demoni del suo clan. A scuola fa parte del club "Kiyo Cross Supernatural Squad", fondata dal suo lunatico amico Kiyoyuji, assieme a Kana e a Yura Keikan. Nella sua forma demoniaca appare molto più spregiudicato e la sua forza, naturalmente, cresce a dismisura, senza perdere mai il controllo. Nurarihyon ha intenzione di lasciare a lui il posto di comandante del clan Nura, tuttavia Rikuo inizialmente non ne ha alcuna intenzione, ma successivamente cambia idea, grazie all'intervento di Gyuki, aumentando la sua fama per far ritornare il clan allo splendore di un tempo.
Nel drama CD e nell'anime è doppiato da Jun Fukuyama.
Yuki Onna (雪女)/Oikawa Tsurara (及川 氷麗)
Fedele demone al servizio di Rikuo, appare come una ragazza molto delicata e carina, dal carattere dolce e comprensivo. Molto affezionata a Rikuo, si prodiga in ogni modo per essergli d'aiuto e talvolta mostra piccoli cenni di gelosia. Molto forte in battaglia, è lo spirito dei ghiacci e del gelo e riduce gli avversari in polvere con queste armi.
Nel drama CD e nell'anime è doppiata da Yui Horie.
Aotabo (青田坊)/Kurata (倉田)
Gigantesco e massiccio demone, è molto fedele a Rikuo. Dalla potenza immensa e dalle innumerevoli abilità, è un demone abbastanza impulsivo e irascibile, ma fortemente affezionato a Rikuo e ai suoi amici. Molto amico di Kurotabo, assieme a Yuki Onna è la guardia del corpo di Rikuo nella sua forma umana. Senza neanche volerlo e saperlo, Aotabo è diventato capo della banda di motociclisti della città, forse perché dava troppo nell'occhio.
Nel drama CD e nell'anime è doppiato da Hiroki Yasumoto.
Yura Keikan (花開院 ゆら)
Giovanissima esorcista e nipote dell'attuale capo degli Onmyoji, ha delle grandi abilità e pur essendo una ragazza ha raggiunto livelli altissimi, ottenendo anche l'ammirazione di Nurarihyon. In battaglia è molto rapida e devastante, mentre nella vita di tutti i giorni è sempre pacata e piuttosto insicura. Sembra diffidare delle sue reali capacità, ma nonostante ciò non si perde mai d'animo e reagisce in ogni situazione. In battaglia utilizza gli shikigami, esseri in grado di fronteggiare anche i demoni più forti, e sfere d'energia che lei chiama "Yura Max". È sorella del talentuoso esorcista Ryuji Keikan e ora come ora tra le candidate al posto di prossimo capo Onmyoji per la sua straordinaria potenza.
Nel drama CD e nell'anime è doppiata da Ai Shimizu.
Kana Ienaga (家長 カナ)
Amica di infanzia di Rikuo e sua compagna di classe, fa parte anche lei del "Kiyo Cross Supernatural Squad", nonostante abbia una profonda paura per spiriti ed essere demoniaci. Sembra essere innamorata di Rikuo, e infatti si ingelosisce molto per l'intimo rapporto che Rikuo ha con Yuki Onna, non sospettando minimamente della vera natura del loro rapporto. Viene spesso coinvolta nelle avventure di Rikuo e viene anche attaccata direttamente da un demone nel giorno del suo compleanno. All'inizio sembra che non sospetti minimamente che Rikuo possa essere un demone, ma già dal quarto tankobon mostra cenni di sospetto, osservando come, ogni volta che compare la sua controparte notturna, il ragazzo sparisca.
Nel drama CD e nell'anime è doppiata da Aya Hirano.
Nurarihyon (ぬらりひょん)
Signore di tutti i mostri e nonno di Rikuo, conosciuto come Comandante Supremo. Afferma di non sopportare gli uomini, ma in realtà non li odia, anzi spesso si è ritrovato anche ad aiutarli. Non vorrebbe che Rikuo frequentasse una scuola e facesse cose tanto "umane", e più volte cerca inutilmente di distoglierlo dai suoi impegni scolastici. Sua moglie, morta ormai da tanto tempo, era Yohime Keikan, un'umana dotata del potere di curare qualsiasi creatura esistente. La sua forza è strepitosa e nonostante sia calata a causa dell'età, lo possiamo considerare il demone più forte dopo Kitsune.
Nel drama CD e nell'anime è doppiato da Chikao Ōtsuka.
Demoni del clan Nura
Sono gli alleati più forti e fedeli di Rikuo. Demoni molto forti, tra i quali la sensuale donna-ragno Kejoro, l'affascinante demone della distruzione e delle armi Kurotabo, lo spirito dei laghi Kappa, il corvo Tengu guardiano dei cieli, e il demone senza collo Kubinashi.

## Abilità dei mostri
- Hatsu, o l'attivazione della paura: L'Hatsu equivale alla creazione di una situazione in cui si fa percepire la propria presenza più possente di quella dell'avversario. Per usare l'Hatsu si controlla il flusso dell'aria, per questo nelle leggende quando si presenta un mostro l'aria circostante muta. In alcuni casi l'Hatsu può avere effetti differenti (Rikuo con l'Hatsu riesce a rendersi impercettibile dai nemici).
- Hyoui, o il modo per recidere la paura: Per attivare l'Hyoui si deve trasferire tutta la propria paura, renderla concreta e successivamente ferire l'avversario. Viene anche denominata secondo livello perché l'uso dell'Hyoui contro un altro mostro è stato ideato successivamente. Ciascun mostro possiede una o più abilità legate allo Hyoui.
- Matoi, o veste demoniaca: è una mossa applicabile soltanto da uno yokai mezzo-sangue, perché consiste nello sfruttare la paura di un altro yokai, lasciandogli possedere la propria parte umana; per fare ciò è necessario che tra i due ci sia un legame di lealtà. Questa tecnica possiede un gran numero di abilità correlate ed è conosciuta come la tecnica divina del signore della marcia notturna dei cento demoni.